# Acacia splendens
Acacia splendens é uma espécie de leguminosa do gênero Acacia, pertencente à família Fabaceae.